# Acropora wallaceae
Acropora wallaceae е вид корал от семейство Acroporidae.

## Разпространение и местообитание
Видът е разпространен в Австралия, Индия, Индонезия, Малайзия, Мианмар, Папуа Нова Гвинея, Провинции в КНР, Сингапур, Соломонови острови, Тайван, Тайланд, Филипини, Шри Ланка и Япония.
Обитава океани, морета и рифове.

## Описание
Популацията на вида е намаляваща.